# Niegosławice (powiat jędrzejowski)
Niegosławice – wieś sołecka w Polsce położona w województwie świętokrzyskim, w powiecie jędrzejowskim, w gminie Wodzisław, nad rzeką Mierzawą.
Wieś duchowna, własność opactwa cystersów jędrzejowskich położona była w drugiej połowie XVI wieku w powiecie ksiąskim województwa krakowskiego. W latach 1975–1998 miejscowość należała administracyjnie do województwa kieleckiego.

## Integralne części wsi
| SIMC    | Nazwa    | Rodzaj  |
| ------- | -------- | ------- |
| 0279309 | Marianów | kolonia |

## Historia
Wieś z metryką osadzoną w XII wieku, początkowo wieś prywatna, drogą zamiany trafiła do klasztoru cystersów w Jędrzejowie. Niejaki Niegosław w roku 1180 zamienił za dopłatą swą wieś Niegosławice na Burzków (Kodeks Dyplomatyczny Małopolski t.III s.8).
W XV w. Niegosławice należały również do klasztoru cystersów w Jędrzejowie, znajdował się tu folwark klasztorny, młyn, karczmy oraz łany kmiece i zagrodnicy. Wieś już w XIX w. posiadała szkołę początkową, po supresji zakonu w roku 1819, wieś rządowa. W 1827 r. w 40 domach zamieszkiwało 226 mieszkańców, głównie trudniących się płóciennictwem.

## Urodzeni w Niegosławicach
- Adolf Dygasiński – (ur. 7 marca 1839, zm. 3 czerwca 1902 w Grodzisku Mazowieckim) – powieściopisarz,filozof,  publicysta, pedagog, encyklopedysta, jeden z głównych przedstawicieli naturalizmu w literaturze polskiej. Autor: „Godów życia”, „Uciesznych przygód Dziada Florka i chłopca Beldonka”, pięknej noweli „Wilk, psy i ludzie” i wielu innych dzieł.

## Zabytki
- zespół dworski z I połowy XIX w. – dwór i park, wpisany do rejestru zabytków nieruchomych (nr rej.: A.166/1-2 z 16.09.1972 i z 18.06.1977)[10]
- figurka pod wezwaniem św. Jana postawiona na miejscu dawnej świątyni pogańskiej zwanej Gontyną
- figurka pod wezwaniem św. Antoniego postawiona prawdopodobnie po powstaniu styczniowym
- figurka Matki Boskiej z 1919 r.